# Жайворонок острівний
Жайворонок острівний (Alauda razae) — вид горобцеподібних птахів родини жайворонкових (Alaudidae).

## Поширення
Ендемік Кабо-Верде. Поширений лише на невеликому незаселеному острівці Разо, площею 7 км². Палеонтологічні дані свідчать, що вид був поширений в раньому голоцені на інших островах архіпелагу — Санта-Лузія, Сан-Вісенте та Санту-Антан, де, ймовірно, вимер після заселення островів людьми. Сам острів Расо не має постійного джерела води і ніколи не був заселений людьми, що ймовірно врятувало жайворонка від вимирання.
У березні 2009 року жайворонка було виявлено на острові Сан-Ніколау, куди він, ймовірно, випадково залетів. Також було запропоновано реінтродукувати вид на острів Санта-Лузія. У 2018 році 25 самців і 12 самиць було переселено на острів. До 2019 року на острові Санта-Лузія було 20 птахів, у тому числі 5 птахів із початкового переселення, птахів, вирощених на Санта-Лузії, двох окільцьованих самиць, які незалежно перелетіли з Расо, та інших неокільцьованих птахів, підозрюваних у подібних діях. У квітні 2019 року ще 19 самців і 14 самиць було переселено до Санта-Лузії.

## Чисельність
З середини 1960-х до початку 1980-х популяція оцінювалася лише в 20-50 пар. Однак на початку 1985 року обстеження показало, що там було щонайменше 150 птахів. Наступні одноденні відвідування дали такі оцінки: 75-100 пар на початку 1986 і на початку 1988, близько 250 птахів наприкінці 1988, близько 200 птахів на початку 1989, близько 250 птахів на початку 1990 і 1992 років. Повний облік на острові в 1998 і 2003 роках було виявлено 92 і 98 птахів відповідно, обмежених на півдні і заході острова, але після дощового сезоу в 2004 році популяція швидко зросла до 130 особин в 2005 році, 190 у листопаді 2009 року і 1558 у листопаді 2011 року, перш ніж знову знизитися до 855 у листопаді 2015 року. У листопаді 2016 року було зареєстровано 908 особин, у листопаді 2017 року їх було 1514, тоді як у листопаді 2019 року популяція на Расо становила приблизно 1100.